# Championnat des îles Caïmans de football 2015-2016
Navigation
Saison précédente Saison suivante
La saison 2015-2016 du Championnat des îles Caïmans de football est la trente-septième édition de la première division aux Îles Caïmans, nommée CIFA National Premier League. Les huit formations de l'élite sont réunies au sein d'une poule unique où elles s'affrontent trois fois au cours de la saison. Le dernier du classement est relégué tandis que le 7e doit affronter le vice-champion de Division One en barrage de promotion-relégation. 
C'est le tenant du titre, le club de Scholars International qui remporte à nouveau la compétition cette saison après avoir terminé en tête du classement final, avec cinq points d’avance sur Elite SC et vingt-quatre sur Academy SC, promu de deuxième division. Il s’agit du dixième titre de champion des îles Caïmans de l'histoire du club.

## Qualifications continentales
Le vainqueur du championnat et son dauphin se qualifient pour la phase de poules de la CFU Club Championship 2017.

## Les clubs participants
- Scholars International
- Roma United SC
- Academy SC - Promu de Division One
- Elite SC
- George Town SC
- Bodden Town FC
- Sunset FC
- Cayman Athletic SC

## Compétition
Le barème de points servant à établir le classement se décompose ainsi :
- Victoire : 3 points
- Match nul : 1 point
- Défaite : 0 point

### Classement
| Rang | Équipe                  | Pts | J  | G  | N | P  | Bp | Bc | Diff |
| ---- | ----------------------- | --- | -- | -- | - | -- | -- | -- | ---- |
| 1    | Scholars InternationalT | 51  | 21 | 16 | 3 | 2  | 55 | 15 | +40  |
| 2    | Elite SCC               | 46  | 21 | 14 | 4 | 3  | 48 | 25 | +23  |
| 3    | Academy SCP             | 27  | 21 | 8  | 3 | 10 | 34 | 35 | -1   |
| 4    | Bodden Town FC          | 26  | 21 | 7  | 5 | 9  | 31 | 33 | -2   |
| 5    | Cayman Athletic SC      | 24  | 21 | 6  | 6 | 9  | 33 | 43 | -10  |
| 6    | Roma United SC          | 24  | 21 | 7  | 3 | 11 | 23 | 37 | -14  |
| 7    | Sunset FC               | 20  | 21 | 5  | 5 | 11 | 24 | 45 | -21  |
| 8    | George Town SC          | 17  | 21 | 4  | 5 | 12 | 21 | 36 | -15  |

|  | Qualification pour la CFU Club Championship 2017                                         |
|  | Participation au barrage de promotion-relégation                                         |
|  | Relégation en Division One                                                               |
|  | T : Tenant du titre C : Vainqueur de la Coupe des îles Caïmans P : Promu de Division One |

### Résultats
| Résultats (▼dom., ►ext.) | ASC | BTFC | CASC | ESC | GTSC | RMU | SCI | SFC | ASC | BTFC | CASC | ESC | GTSC | RMU | SCI | SFC |
| Academy SC               |     | 0-4  | 5-1  | 4-1 | 2-1  | 3-2 | 1-3 | 2-2 |     | 3-0  | 0-2  |     |      |     | 0-1 |     |
| Bodden Town FC           | 3-1 |      | 2-2  | 0-0 | 2-2  | 3-2 | 0-3 | 0-1 |     |      | 2-2  | 1-3 | 1-3  | 1-2 | 3-2 | 3-2 |
| Cayman Athletic SC       | 3-2 | 2-0  |      | 2-3 | 3-2  | 2-1 | 2-2 | 2-2 |     |      |      | 2-3 |      |     | 0-6 | 1-1 |
| Elite SC                 | 5-0 | 0-3  | 1-0  |     | 2-1  | 3-0 | 0-0 | 4-2 | 1-0 |      |      |     | 1-0  |     |     |     |
| George Town SC           | 1-4 | 1-1  | 1-0  | 2-2 |      | 0-3 | 0-2 | 1-1 | 1-3 |      | 1-0  |     |      |     |     | 0-2 |
| Roma United              | 0-0 | 1-0  | 1-1  | 1-4 | 0-0  |     | 0-1 | 0-1 | 1-0 |      | 1-5  | 0-5 | 2-0  |     | 2-1 | 1-2 |
| Scholars International   | 1-0 | 1-0  | 5-1  | 3-3 | 2-1  | 4-0 |     | 4-0 |     |      |      | 2-1 | 3-0  |     |     |     |
| Sunset FC                | 1-1 | 0-2  | 2-0  | 1-4 | 0-3  | 1-3 | 0-3 |     |     | 1-3  |      |     | 1-2  |     | 1-6 |     |

#### Barrage de promotion-relégation
Le 7e de Premier League, Sunset FC, rencontre le vice-champion de Division One, North Side SC pour se disputer la dernière place pour le championnat de première division de la saison suivante, le 5 juin 2016. Sunset remporte le barrage sur le score de trois buts à zéro et se maintient en première division.

## Bilan de la saison
| Championnat des îles Caïmans de football 2015-2016 |                                    |
| Champion                                           | Scholars International (10e titre) |
| Coupes et trophées                                 |                                    |
| Vainqueur de la Coupe des îles Caïmans 2015-2016   | Elite SC                           |
| Qualifications continentales                       |                                    |
| CFU Club Championship 2017                         | Scholars International             |
| CFU Club Championship 2017                         | Elite SC                           |
| Promotions et relégations                          |                                    |
| Promus en CIFA National Premier League             | Latinos FC                         |
| Relégués en Division One                           | George Town SC                     |